# Amira bint Ajdan ibn Najif at-Tawil
Amira bint Ajdan ibn Najif at-Tawil, arab. الاميرة اميرة بنت عيدان بن نايف الطويل العصيمي العتيب (ur. 6 listopada 1983 w Rijadzie) – księżna saudyjska, czwarta żona Al-Walida ibn Talal ibn Abd al-Aziz Al Su’uda, absolwentka University of New Haven, działaczka na rzecz równouprawnienia kobiet, szefowa Fundacji Al-Walid ibn Talal.